# Puqueldon
Puqueldon är en kommun i Chile.   Den ligger i provinsen Provincia de Chiloé och regionen Región de Los Lagos, i den södra delen av landet, 1 100 km söder om huvudstaden Santiago de Chile. Puqueldon ligger på ön Isla Lemuy.